# Francisco de Montmorency

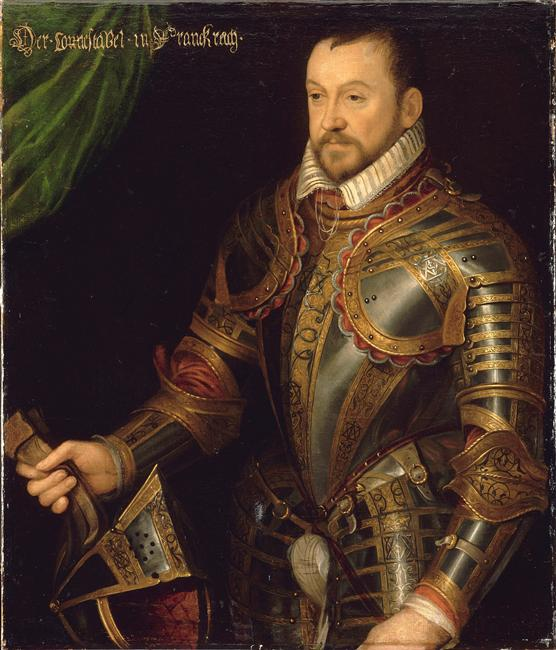
Francisco de Montmorency

Francisco de Montmorency (Chantilly, 17 de julio de 1530 - Écouen, 6 de mayo de 1579) fue un noble y militar francés, duque de Montmorency, conde de Dammartin, barón de Chateaubriand y señor de L'Isle-Adam. Fue Gran Maestre y par de Francia.

## Primeros años de vida
Francisco era el hijo primogénito de Anne de Montmorency, par y condestable de Francia. Sus primeras armas las cruzó en el sitio de Lenz en el Piamonte, en 1551. Acompañó al rey Enrique II en la frontera de Alemania, participó en la toma de Damvillers, Carignan y sirvió en el sitio de Metz en 1552. También resistió en Thérouanne ante los asaltos de las tropas de Carlos Quinto, aunque al final tuvo que rendirse y fue hecho prisionero el 30 de mayo de 1553.

## Vida pública
A su retorno del cautiverio, fue nombrado caballero de la Orden de San Miguel y se hizo cargo del Gobierno de París e Isla de Francia (1556). Le enviaron a Italia, en auxilio del papa Pablo IV y recuperó el puerto de Ostia y el de otras plazas cercanas a Roma que habían caído en poder de los españoles. Participó en el ejército francés que fue derrotado en la batalla de San Quintín, el 10 de agosto de 1557, defendió Picardía ante las tropas españolas y participó en el sitio de Calais en 1558 tomada a los ingleses el 8 de enero. El Rey lo mandó como embajador ante la reina de Inglaterra Isabel I para que ésta se comprometiera a mantener los términos de la paz de Cateau-Cambrésis. A la muerte de Enrique II, tuvo que ceder el cargo de Gran Maestre, que había heredado de su padre, al duque de Guisa. El nuevo rey Francisco II le concedió entonces el bastón de mariscal de Francia en 1559.
Se tuvo que casar en contra de su voluntad en 1557 con Diana de Francia, hija natural de Enrique II. Al parecer había concertado previamente una boda que había permanecido en secreto, pero ante la insistencia de su padre aceptó casarse con la princesa.
Participó en 1560 en los Estados Generales que se desarrollaron en Orleans. Al iniciarse los conflictos de las guerras de Religión tomó partido por los católicos en la batalla de Dreux, el 19 de diciembre de 1562, y en la toma de Le Havre expulsando a los ingleses el 31 de julio de 1563. También participó el 10 de noviembre de 1567 en la batalla de Saint-Denis en la que murió su padre.
Al convertirse en duque, Francisco trató de que la casa de Montmorency se impusiera a la de Guisa. Esta rivalidad fue en aumento. En 1570, se le encomienda la difícil tarea de hacer que se respete en París la Paz de Saint-Germain-en-Laye. En 1572, se entrevista con la Reina Isabel I de Inglaterra para que esta firme una alianza con Francia. Por este motivo recibirá la Orden de la Jarretera. A su regreso a Francia, Francisco es más impopular que nunca. Su incapacidad para solucionar las revueltas parisinas le llevan finalmente a abandonar su puesto de gobernador de la ciudad. Deja la ciudad pocos días antes de la Masacre de San Bartolomé, dejando el camino expedito a los Guisa y a los asesinos. Se dice que el propio Francisco se encontraba entre los jefes que había que ejecutar durante la masacre. Él mismo tuvo que descolgar discretamente el cadáver de su primo Gaspar de Coligny del lugar en el que estaba colgado.
En 1574, Carlos IX le permite regresar a la corte, pero el odio entre él y el duque de Guisa es tal que se ve obligado de nuevo a dejar la corte. Sin nada ya que perder, participó en la "conspiración de los Descontentos", el Tercer Partido del duque de Alençon, pero es arrestado y encerrado en la Bastilla junto al mariscal de Cossé-Brissac. Es liberado en abril de 1575, y el Rey reconoce su inocencia por medio de cartas patenta registradas en el Parlamento. Murió en el Castillo de Ecouen el 6 de mayo de 1579 y fue enterrado en la iglesia de San Martín de Montmorency.
| Predecesor: Anne | Duque de Montmorency 1567-1579 | Sucesor: Enrique I |

- Datos: Q580292
- Multimedia: François de Montmorency / Q580292